# Marek Pach
Marek Pach (ur. 16 grudnia 1954 w Zakopanem) – polski skoczek narciarski, kombinator norweski, działacz sportowy, olimpijczyk z Innsbrucku 1976. Były rekordzista Wielkiej Krokwi, dwukrotny medalista mistrzostw Polski.

## Przebieg kariery
Pach reprezentował barwy zakopiańskiej Wisły-Gwardii Zakopane. W roku 1973 ustanowił rekord Wielkiej Krokwi wynikiem 114 metrów. Był podopiecznym trenerów Jana Gąsiorowskiego, Franciszka Gąsienicy-Gronia i Tadeusza Kaczmarczyka.
W 1975 zajął trzecią pozycję w zawodach kombinacji klasycznej, rozgrywanych w szwedzkim Falun. Na Mistrzostwach Polski 1975 zajął czwarte miejsce na dużej skoczni. We wrześniu wystąpił w igelitowym Grand Prix Frenštátu pod Radhoštěm, gdzie zajął 31. miejsce.
20 lutego 1976 na mistrzostwach Polski zdobył brązowy medal na Średniej Krokwi, po skokach na 72,5 m i 70 m. Dzień później na większym obiekcie zdobył tytuł mistrzowski, po próbach o długości 106,5 m i 108 m.
Następnie pojechał do Innsbrucku na igrzyska olimpijskie. Wystąpił w konkursie skoków, gdzie po pierwszej kolejce był 37. Oddał w niej skok na 85 m. W drugiej wylądował siedem metrów bliżej i spadł na 40. miejsce. W kombinacji był dziewiętnasty po skokach, a ostatecznie uplasował się na 20. lokacie.

## Po zakończeniu kariery
Pach zakończył karierę w roku 1980. Został potem wiceprezesem ds. sportowych przy Wiśle Zakopane. Prowadzi w Zakopanem sklep sportowy; tam też mieszka. Jest działaczem sportowym, był kierownikiem zawodów Mistrzostw Polski w Skokach Narciarskich 2012. Od  2018 roku jest członkiem Zarządu ds. kombinacji norweskiej Polskiego Związku Narciarskiego.

## Osiągnięcia

### Igrzyska olimpijskie
| 1976 Innsbruck | – | 40. miejsce (w skokach, skocznia K-84), 20. miejsce (w kombinacji). |

#### Starty M. Pacha w skokach naigrzyskach olimpijskich– szczegółowo
| Miejsce | Dzień     | Rok  | Miejscowość | Skocznia                   | Punkt K | Konkurs  | Skok 1 | Skok 2 | Nota      | Strata   | Zwycięzca    |
| ------- | --------- | ---- | ----------- | -------------------------- | ------- | -------- | ------ | ------ | --------- | -------- | ------------ |
| 40.     | 15 lutego | 1976 | Seefeld     | Toni-Seelos-Olympiaschanze | K-84    | indywid. | 85,0 m | 78,0 m | 164,7 pkt | 70,1 pkt | Karl Schnabl |

#### Starty M. Pacha w kombinacji naigrzyskach olimpijskich– szczegółowo
| Miejsce | Dzień    | Rok  | Miejscowość | Dyscyplina/konkurencja                    | Wynik       | Strata    | Zwycięzca      |
| ------- | -------- | ---- | ----------- | ----------------------------------------- | ----------- | --------- | -------------- |
| 20.     | 5 lutego | 1976 | Innsbruck   | kombinacja norweska skoki + bieg na 15 km | 374,79 pkt. | 48,6 pkt. | Ulrich Wehling |

## Mistrzostwa Polski w skokach
| Miejsce | Dzień     | Rok  | Miejscowość | Skocznia        | Punkt K | Skok 1  | Skok 2  | Nota      | Strata   | Zwycięzca       |
| ------- | --------- | ---- | ----------- | --------------- | ------- | ------- | ------- | --------- | -------- | --------------- |
| 5.      | 8 lutego  | 1975 | Zakopane    | Wielka Krokiew  | K-90    | 109,0 m | 114,0 m | 246,7 pkt | 12,4 pkt | Stanisław Bobak |
| 3.      | 20 lutego | 1976 | Zakopane    | Średnia Krokiew | K-70    | 72,5 m  | 70,0 m  | 209,1 pkt | 26,7 pkt | Stanisław Bobak |
| 1.      | 21 lutego | 1976 | Zakopane    | Wielka Krokiew  | K-90    | 106,5 m | 108,0 m | 233,3 pkt | -        | -               |